# فؤاد نجار
فؤاد نجار (1909-1992) مهندسًا زراعيًا وسياسيًا لبنانيًا شغل منصب وزير الزراعة في عامي ( 1958 - و 1964). كما عين ايضا وزيرًا للزراعة والبريد والاتصالات بين عامي 1959 و1960.

## نشأته وتعليمه
وُلِد نجار في العبادية ، لبنان، في ديسمبر 1909.  كان ينحدر من عائلة درزية .  كان والداه أمين وعدلة نجار. 
تخرج نجار من كلية عاليه الجامعية والليسيه الفرنسية في بيروت. ثم تخرج من المدرسة الوطنية العليا للزراعة في مونبلييه ، فرنسا، وحصل على درجة الدكتوراه في الزراعة عام ١٩٣٢. 

## الحياة المهنية
عقب تخرجه، في عام 1937 أسس نجار شركة زراعية بالشراكة مع عمه كتعاونية زراعية في العبادية .  في الفترة بين (1938-1948) عمل بالجامعة الأمريكية في بيروت كمحاضر من عام. عُين وزيرًا للزراعة عام 1958. وفي العام التالي عُين وزيرًا للزراعة والبريد والاتصالات وظل في هذا المنصب حتى عام 1960.  واستمر في الخدمة في المنصب كجزء من حكومة أحمد الداعوق بين مايو ويوليو 1960. 

## حياته الشخصية ووفاته
تزوج النجار من أنيسة روضة في 4 أبريل 1944، ورزق منها بثلاثة أبناء.   توفي في عام 1992. 